# NGC 7546
NGC 7546 (другие обозначения — PGC 70820, MCG -1-59-7) — галактика в созвездии Рыбы.
Этот объект входит в число перечисленных в оригинальной редакции «Нового общего каталога».